# Bad Lauterberg im Harz
Bad Lauterberg im Harz é uma cidade da Alemanha localizada no distrito de Osterode, estado de Baixa Saxônia.